# Jääurheilukeskus
Jääurheilukeskus is de ijsbaan van Seinäjoki in Finland. Het is een onoverdekte kunstijsbaan. Jaarlijks worden er meerdere Finse schaatskampioenschappen (allround en/of sprint) gereden en ook de wereldkampioenschappen schaatsen junioren zijn al vier keer in Seinäjoki gehouden.

## Grote wedstrijden
Internationale kampioenschappen
- 1995 - WK junioren
- 2000 - WK junioren
- 2005 - WK junioren
- 2011 - WK junioren